# Völuspá
Völuspá (staronordijski Vǫluspá, Vǫlospá ili Vǫluspǫ́, Proročičino viđenje) prva je i najpoznatija pjesma Poetske Edde. Govori o stvaranju svijeta i njegovom nadolazećem kraju, a tu priču publici govori proročica (völva), prije čega se obraća Odinu. Jedan je od najvažnijih izvora za proučavanje nordijske mitologije. Henry Adam Bellows pretpostavio je da je pjesma nastala u 10. stoljeću i da ju je napisao Islanđanin poganin koji je poznavao kršćanstvo. Također je pretpostavio da je rana publika bila dobro upoznata s "pričom" iskazanom u pjesmi i da joj nije bilo potrebno objašnjavanje.
Pjesma je sačuvana u cijelosti u rukopisima Codex Regius i Hauksbók, dok su njezini dijelovi citirani u Proznoj Eddi. Sastoji se od otprilike 60 fornyrðislaga (vrste kitica).

## Očuvanost
Völuspá se nalazi u rukopisu Codex Regius (koji je nastao oko 1270.) i kodeksu Hauksbók Haukra Erlendssona (koji je nastao oko 1334.), a mnogo je strofa iz pjesme citirano ili parafrazirano u Proznoj Eddi Snorrija Sturlusona (koja je nastala oko 1220., a najstariji očuvani rukopis je nastao oko 1300.). Poredak i broj tih strofa razlikuju se u tim izvorima. Neki su urednici i prevoditelji drugačije rasporedili sadržaj. Za kasnija izdanja uglavnom se za osnovu uzima inačicu sadržanu u Codex Regiusu.

## Priča
Pjesma počinje time što proročica (völva) traži tišinu od "sinova Heimdallovih" (ljudskih bića) i pita Odina želi li joj recitirati drevnu predaju. Proročica kaže da se sjeća kako su je odgojili divovi rođeni u pradavnim vremenima.
Zatim prepričava mit o stvaranju i spominje Ymira; svijet je bio prazan dok Borovi sinovi nisu uzdigli zemlju iz mora. Asi su tad uspostavili red u svemiru tako što su pronašli mjesta za sunce, mjesec i zvijezde i time započeli ciklus dana i noći. Nakon toga došlo je do zlatnoga doba, kad su asi imali pregršt zlata i s radošću gradili hramove i oblikovali oruđa. Međutim, tad su iz Jotunheima došle tri snažne divice i zlatno je doba završilo. Asi su tad stvorili patuljke, među kojima su najsnažniji Mótsognir i Durinn.
Nakon deset kitica koje opisuju navedene događaje počinje njih šest koje sadrže imena patuljaka. Taj dio pjesme, katkad zvan "Dvergatal" ("Katalog patuljaka"), smatra se umetnutim, te ga zbog toga priređivači i prevoditelji katkad izbacuju iz pjesme.
Nakon "Dvergatala" spominje se stvaranje prvog muškarca i žene i opisuje se Yggdrasil, stablo svjetova. Proročica se prisjeća spaljivanja Gulvajg, koje je dovelo do prvog "narodnog" rata, i bitke između Asa i Vana. Zatim prepričava davanje Freyje divovima, što se uglavnom smatra aludiranjem na mit o divu graditelju, što se spominje u 42. dijelu Gylfaginninga.
Proročica tad Odinu otkriva da zna neke od njegovih tajni i da je žrtvovao svoje oko u potrazi za znanjem. Kaže mu da zna gdje mu je skriveno oko i kako ga je dao u zamjenu za znanje. U nekoliko ga pripjeva pita razumije li je ili bi želio čuti još.
Proročica u inačici pjesme iz Codex Regiusa opisuje ubojstvo Baldra, najboljeg i najljepšeg od bogova, i neprijateljstvo Lokija i ostalih. Tada proriče uništenje bogova; vatra i poplava prekrit će nebesa i zemlju dok se bogovi budu borili protiv svojih neprijatelja. To je "sudbina bogova" – Ragnarok. Opisuje pozive u bitku, smrti mnogih bogova i kako samog Odina ubija veliki vuk Fenrir. Thor, bog gromova i zakleti zaštitnik zemlje, suočava se s Jormungandom, svjetskom zmijom, i pobjeđuje, no nakon toga učini svega devet koraka i pada zbog zmijina otrova. Vidar se suočava s Fenrirom i rastvara mu gubicu prije nego što mu u srce zabije koplje. Bog Frey bori se protiv diva Surtra, koji vitla vatrenim mačem sjajnijim od sunca. Frey gubi.
Na koncu iz smrti i uništenja nastaje prelijepi obnovljeni svijet u kojem žive Baldr i Hodr, a život klija iz zemlje bez sjemena. Preživjeli asi pridružuju se Heniru na polju Idavollu i raspravljaju o Jormungandu, velikim događajima iz prošlosti i runskoj abecedi. Konačna kitica opisuje iznenadnu pojavu zmaja Nidhogga, koji na krilima nosi trupla, nakon čega proročica izlazi iz transa.

## Teorije
Völuspá je jedna od pjesama iz "Poetske Edde" o kojoj se najviše raspravlja; nastala je u 10. stoljeću, stoljeće prije pokrštavanja Islanda. Određeni učenjaci tvrde da u tekstu postoje utjecaji kršćanskog svjetonazora, a neki su dijelove teksta povezali sa sibilinskim orakulima. Bellows je 1936. izjavio da je autor Völuspe vjerojatno znao za kršćanstvo i uvrstio ga u pjesmu. Komentirao je da je nastala u 10. stoljeću, što je bilo prijelazno razdoblje između poganstva i kršćanstva; obje su religije u to doba supostojale, nakon toga je kršćanstvo proglašeno službenom religijom na Islandu, a staro se poganstvo toleriralo ako ga se potajno prakticiralo. Zbog toga su se tradicije bolje očuvale na Islandu nego u Skandinaviji. Neki su autori istaknuli da je u tekstu prisutan religijski sinkretizam.
Određeni učenjaci smatraju da su Dvergatal i dio u kojem "Svemogući vlada svime" naknadno uvršteni u pjesmu. Iako su neki poistovjetili koncept "Svemogućeg" (naočigled stranog pojma u nordijskoj mitologiji) s Isusom, Bellows je vjerovao da to nije nužno slučaj.

## U popularnoj kulturi
- J. R. R. Tolkien, filolog upoznat s Völuspom, poslužio se imenima iz Dvergatala za nazive patuljaka i čarobnjaka Gandalfa u fantastičnom romanu Hobit.[7]
- Strofe iz Völuspe izvode se kao pjesme i borbeni pokliči u televizijskoj seriji Vikinzi.

## Vanjske poveznice

### Sestrinski projekti
|  | Zajednički poslužitelj ima još gradiva o temi Völuspá |

### Prijevodi na engleski jezik
- Voluspo Prijevod i komentari Henryja Adamsa Bellowsa
- Völuspâ Prijevod Benjamina Thorpea

### Inačice na staronordijskom
- Völuspá – inačica Sophusa Buggea s komentarima i tekstovima iz rukopisa
- Völuspá inačica Eysteinna Björnssona s tekstovima iz rukopisa
- Völuspá inačica Guðnija Jónssona